# إميلي بنروز
كانت إميلي بنروز، الحائزة على رتبة الإمبراطورية البريطانية (18 سبتمبر 1858 - 26 يناير 1942) متخصصة في التاريخ القديم ومديرة لثلاث كليات جامعية نسائية مبكرة في المملكة المتحدة: كلية بيدفورد من عام 1893 حتى عام 1898، وكلية رويال هولواي من عام 1898 حتى عام 1907، وكلية سومرفيل، جامعة أكسفورد من عام 1907 حتى عام 1926. كانت أول امرأة تحقق مرتبة الشرف الأولى في دراسة الكلاسيكيات في جامعة أكسفورد، وكان لها دور فعال في تأمين قبول النساء بوصفهنّ أعضاء كاملي العضوية في الجامعة في عام 1920. أصبحت أول «سيدة» في أكسفورد في عام 1927.

## الحياة المهنية
بعد أن أنهت دراستها الجامعية، عُرضت على بنروز وظيفة من قبل أغنيس ميتلاند، مديرة سومرفيل، تهدف إلى إبقائها في الكلية بصفة مدرس مشترك وأمينة مكتبة وسكرتيرة، ولكنها انتقلت إلى لندن. وهناك درّست لفترة قصيرة بصفة محاضرة في أكسفورد ولندن قبل تعيينها مديرة لكلية بيدفورد في عام 1893.  كانت بنروز أول مديرة في بيدفورد، وجمعت بين الأدوار السابقة لمنصبَي السيدة المقيمة، المسؤولة عن الطلاب المقيمين، والسيدة المشرفة، المسؤولة عن الطلاب النهاريين. أُعطيت بنروز وظيفة إضافية بصفة أستاذة للتاريخ القديم في عام 1894، «دون راتب إضافي». وفقًا لتأريخ مارغريت توك للأحداث في الكلية، «إنه تكريم لشخصيتها وحنكتها، أنه على الرغم من المجال المحدود الذي منحته لها السلطات، كان ينبغي عليها إنجاز الكثير في سنوات قليلة». 
انتقلت بنروز في عام 1898 إلى كلية رويال هولواي لتصبح المديرة الثانية للكلية، بعد ماتيلدا بيشوب التي كانت الأولى. جاءت استقالة بيشوب بعد خلاف حول قُداس الأحد مع مدراء الكلية. خلال فترة عمل بنروز بصفة مديرة، تطورت الحياة الاجتماعية للطلاب وازدادت أعدادهم، وكانت لبنروزنقطة ضعف غير متوقعة وهي الخجل. في تأريخها للأحداث في الكلية جادلت كارولين بينغهام بأن «بنروز، في عقد تأسيسي، وضعت الكلية على الطريق الذي ستتبعه بنجاح» كان لها دور أساسي في الحصول على القبول الجامعي من جامعة لندن المنشأة حديثًا في عام 1900. أدى هذا التغيير إلى زيادة أعداد الطالبات اللواتي يدرسن للحصول على درجات لندن والحائزات عليها، والابتعاد عن البرامج الدراسية التي تقدمها أكسفورد (لم تُمنح الطالبات في رويال هولواي شهادات، وإنما تلقين فقط إشعارًا بأنهن أكملن الفصول الدراسية). في عامها الأخير بصفة مديرة في رويال هولواي، حصل ثمانية من الطلاب على شهادات من الدرجة الأولى في جامعة لندن. كانت بنروز أيضًا رئيس مجلس الإدارة الكلاسيكي وعضو مجلس الشيوخ في جامعة لندن. خلفت إلين شارلوت هيغينز بنروز بصفة مديرة في رويال هولواي.
في عام 1907 عُينت بنروز مديرة لكلية سومرفيل، أكسفورد، بعد وفاة سليفتها، أغنيس ميتلاند. ونظرًا إلى مؤهلاتها الأكاديمية الخاصة، وُصفت بنروز من قبل الكاتبة والناشطة الشهيرة فيرا بريتين في تأريخها لتعليم المرأة في أكسفورد بأنها «أول باحثة حقيقية بين النساء [مديرات الكليات]»، وجزء من التحول الكبير نحو كليات ترأستها شخصيات أكاديمية بالمستوى المطلوب. في بداية عملها في الكلية، عملت بنروز أيضًا بصفة مدرسة للأدب الإنساني، ولكن في النهاية أجبرتها مشاغلها الإدارية على التوقف عن التدريس والتركيز على عملها بوصفها مديرة للكلية. شاركت بنروز عن كثب في تأسيس مفوضية جامعية للطالبات في عام 1910، عملت فيها بصفة عضو منتخب. أدت المفوضية بعد عشر سنوات إلى قبول النساء بعضوية كاملة في الجامعة. بحلول عام 1914، وتحت تأثير بنروز، توقفت سومرفيل عن قبول الطلاب في الكلية الذين لن يتلقوا الشهادة، تمهيدًا لقبول الطالبات المؤهلات بوضوح للحصول على الشهادات، وهو موقف وُصف بأنه يتسم «بالتفكير التطلعي». قدمت بنروز أيضًا امتحان قبول للطالبات اللواتي تسعين للانضمام إلى سومرفيل في عام 1908، ما يجعلها أول كلية نسائية تقوم بذلك. كانت مسؤولة عن تعيين معلمات إضافيات، منهنّ هيلين داربيشاير ومارغريت هايز روبنسون، ضمن طاقم سومرفيل، ومكنت المعلمات من أن يصبحن جزءًا من مجلس سومرفيل لأول مرة في عام 1921.